# Seven Points
Seven Points é uma cidade localizada no estado norte-americano de Texas, no Condado de Henderson e Condado de Kaufman.

## Demografia
Segundo o censo norte-americano de 2000, a sua população era de 1145 habitantes.
Em 2006, foi estimada uma população de 1262, um aumento de 117 (10.2%).

## Geografia
De acordo com o United States Census Bureau tem uma área de
6,4 km², dos quais 6,4 km² cobertos por terra e 0,0 km² cobertos por água.

## Localidades na vizinhança
O diagrama seguinte representa as localidades num raio de 12 km ao redor de Seven Points.